# Юкном
Юкном (майя yu[ku](noom)-?-IL) — правитель Канульского царства со столицей в Калакмуле. Во время его правления столицей Кануля стал Калакмуль.

## Биография
Юкном является преемником Тахом-Укаб-Кака, воцарившись в 630 году.
В 627 году (когда правил Тахом-Укаб-Как) он участвовал в битве против Наранхо вместе с Каном II, правителем Караколя, одержав победу. 9.9.18.16.3, 7 Ak’bal 16 Muwan (27 декабря 631 года) Наранхо был захвачен Канулем, а царь Наранхо Кушах-Чан-Кинич, вероятно, убит.
Во время окончания катуна 9.10.0.0.0, 1 Ajaw 8 K’ayab (27 января 633 года) Юкном установил стелы 76 и 78.
9.10.3.2.12, 2 Eb 0 Pop (4 марта 636 года) Юкном одержал победу над неизвестным противников.
Дата смерти Юкнома неизвестна, но его преемник Юкном-Чен II воцарился в 636 году, поэтому вероятно, что он умер незадолго до этой даты.

### Семья
Вероятно, его отцом был Укай-Кан. Его братья: Юкном-Ти-Чан, Тахом-Укаб-Как и Юкном-Чен II.